# Mirka
Mirka Ab (KWH Mirka Ab tills 2016) är en finsk tillverkare av slipmaterial och -tillbehör, dvs. slipnät, -papper och -duk, skum- och non-woven-baserade slipprodukter, slip- och polermaskiner och polermedel samt slipsystem för olika typer av slipprocesser. Mirkas produkter används inom billackering och fordonsindustrin, tillverkning av kompositdelar, trä- och möbelfabriker samt metallbearbetning. Mirka har produktionsanläggningar i Finland, Jeppo, Oravais, Jakobstad och Karis. Företagets omsättning är 240 miljoner euro (2016). Över 96 % av Mirkas produkter exporteras. Mirka hör till KWH-koncernen. 

## Historia
Mirka grundades i Helsingfors år 1943 av Onni Aulo, men på grund av kriget och tekniska problem påbörjades produktionen först i januari 1946. 1962 flyttades Mirka till Jeppo och köptes 1966 upp av Oy Keppo Ab. År 1973 slogs de två bolagen samman. 
En del av produktionen flyttades 1977 till Oravais. Fabriken i Oravais har flera gånger byggts ut, senast 2003. Även fabriken i Jeppo har byggts ut i etapper från  1979 och framåt.

### Fotnoter
1. ↑  ”KWH Group :: Affärsgrupper”. www.kwhgroup.com. http://www.kwhgroup.com/se/affarsgrupper/#businessgroup_slipmaterial. Läst 3 oktober 2017.